# Нинью-ду-Асор
Нинью-ду-Асор (порт. Ninho do Açor)  —  район (фрегезия) в Португалии,  входит в округ Каштелу-Бранку. Является составной частью муниципалитета  Каштелу-Бранку. По старому административному делению входил в провинцию Бейра-Байша. Входит в экономико-статистический  субрегион Бейра-Интериор-Сул, который входит в Центральный регион. Население составляет 473 человека на 2001 год. Занимает площадь 11,90 км².